# Stazzema
Stazzema é uma comuna italiana da região da Toscana, província de Lucca, com cerca de 3.363 habitantes. Estende-se por uma área de 80 km², tendo uma densidade populacional de 42 hab/km². Faz fronteira com Camaiore, Careggine, Massa (MS), Molazzana, Pescaglia, Pietrasanta, Seravezza, Vagli Sotto, Vergemoli.

## Demografia
| Variação demográfica do município entre 1861 e 2011                               |
|                                                                                   |
| Fonte: Istituto Nazionale di Statistica (ISTAT) - Elaboração gráfica da Wikipedia |